# Ursula Monheim
Ursula Monheim (* 10. Dezember 1939 in Münster als Ursula Wippo) ist eine deutsche Politikerin (CDU). Sie war von 1995 bis 2010 Abgeordnete des Landtags von Nordrhein-Westfalen.

## Leben
Monheim machte im Jahr 1959 das Abitur und absolvierte im Anschluss ein Studium der Fächer Englisch und Russisch an der Westfälischen Wilhelms-Universität in Münster. Im Jahr 1965 legte sie die Erste Staatsprüfung ab und war danach von 1966 bis 1969 als wissenschaftliche Assistentin an der Universität Münster im Fachbereich Anglistik tätig. Danach zog sie sich aus ihrem Beruf zurück, um sich um ihre Familie zu kümmern. Ursula Monheim ist katholisch, verheiratet und hat drei Kinder.

## Politik
Monheim ist seit 1988 Mitglied der CDU. Von 1991 bis 2003 war sie stellvertretende Kreisvorsitzende der CDU in Leverkusen, bis sie 2003 Kreisvorsitzende wurde. In den Jahren 2005, 2007 und 2009 gelang ihr jeweils die Wiederwahl. Sie war von 1999 bis 2003 Mitglied des CDU-Landesvorstandes und ist es erneut seit 2005. Im Jahr 1995 zog sie erstmals über einen Listenplatz in den Landtag von Nordrhein-Westfalen ein. Bei der Landtagswahl 2005 gewann sie ein Direktmandat im Wahlkreis in Leverkusen und war Mitglied des Ausschusses für Arbeit, Gesundheit und Soziales und Mitglied des Ausschusses für Frauenpolitik. 2010 ließ sie sich nicht mehr zur Wahl nominieren. 

## Ehrenamt
Ursula Monheim war Schulpflegschaftsvorsitzende der Marienschule in Opladen. Von 1990 bis 2006 leitete sie den Katholikenrat Leverkusen. Sie war stellvertretende Vorsitzende des Diözesanrates Köln und Mitglied im Zentralkomitee der deutschen Katholiken sowie seit 1999 im Bundesvorstand von donum vitae.
Als Vorsitzende des Vereins Wort und Tat e.V. setzte sie sich maßgeblich ein für die Einrichtung eines Mutter-Kind-Hauses mit integrierter Tagesstätte in Leverkusen-Wiesdorf, um vor allem alleinstehenden schwangeren Frauen eine Entscheidung für ihr Kind zu ermöglichen. Einen großen Beitrag leistete sie auch bei der Realisierung von "Haus Maurinus" in Lützenkirchen, eines Wohnhauses für Menschen mit Behinderung in Trägerschaft des Caritasverbandes.

## Auszeichnungen
Im Jahr 2004 wurde ihr der Paulinchen-Orden verliehen, 2005 erhielt sie das Bundesverdienstkreuz.